# Rockové sady
Rockové sady  jsou rockový hudební festival konající se ve městě Kraslice v okrese Sokolov v Karlovarském kraji. Je pořádán od roku 2003 a navazuje na tehdejší festival Sbohem prázdniny. Během předešlých ročníků zde vystoupily skupiny jako: AB-band, AC/DC revival, Alkehol, Arakain, Blue Effect, Debustrol, Doga, Kern, Kreyson, Krucipüsk, Locomotive, Seven a spousta dalších.